# Amblyceps mangois
Amblyceps mangois és una espècie de peix de la família dels amblicipítids i de l'ordre dels siluriformes.

## Morfologia
- Els mascles poden assolir 12,5 cm de longitud total.[6][7]

## Alimentació
Menja insectes aquàtics.

## Hàbitat
És un peix d'aigua dolça i de clima tropical.

## Distribució geogràfica
Es troba a Àsia: des del Pakistan fins a Tailàndia.

## Ús comercial
No és present als mercats locals.